# Ерік VI Переможець
Ерік VI «Переможець» (Сегерселль; 945 — 995) — король Швеції (970—995) та Данії (992—993). Походив з династії Мунсе. Вважається першим історичним королем Швеції.

## Життєпис

### Молоді роки
Був сином Бйорна Ерікссона, конунга Свеаланду. Коли помер батько, Ерік ще був малим, тому владу над свеями перебрав на себе його дядько Емунд. У цей же час він вперше стикнувся з християнськими проповідниками, які почали приїздити до Швеції.
Тільки у 970 році Ерік разом з молодшим братом Улофом став володарем Свеаланду. Але відразу почалася боротьба між братами за лідерство. У підсумку Ерік вирішив ліквідувати загрозу своїй владі — у 975 році співкороля Улофа було отруєно під час бенкету. Відтоді панування Еріка Бйорнсона стало одноосібним.

### Панування
У 975 році Ерік VI зібрав тінг (загальні збори), який позбавив прав на трон сина Улофа I — Стірбйорна — й визнав спадкоємцем Еріка ще ненародженого сина — майбутнього Улофа II.
Щоб не створювати собі загрози Ерік VI надав значні кошти та сили (60 великих кораблів) своєму небожеві Стірбйорну й відправив його з Швеції, щоб той займався справою вікінгів.
У цей час влада свейського короля фактично була владою племінного вождя. Він підкорив тинг, в якому значну роль відігравали представники знаті. Король Ерік VI вирішив зміцнити владу короля. При цьому він опирався на авторитет своїх предків, які походили зі знатного роду жерців-поган, і очолювали головний поганський храм в Уппсалі. У своїй боротьбі за владу Ерік VI спирався на бондів — вільних свейських землеробів. Завдяки цьому він зміг значно зменшити вплив знаті й зміцнити своє становище. З цього моменту панування Еріка розповсюджується на весь Свеаланд.
Ерік VI планував не тільки зміцнити королівський вплив у Свеаланді, а й розширити його на сусідні країни. Для цього було створено ледінг — національне ополчення, яке в інших країнах мало назву фірд. Це значно змінило сили короля.

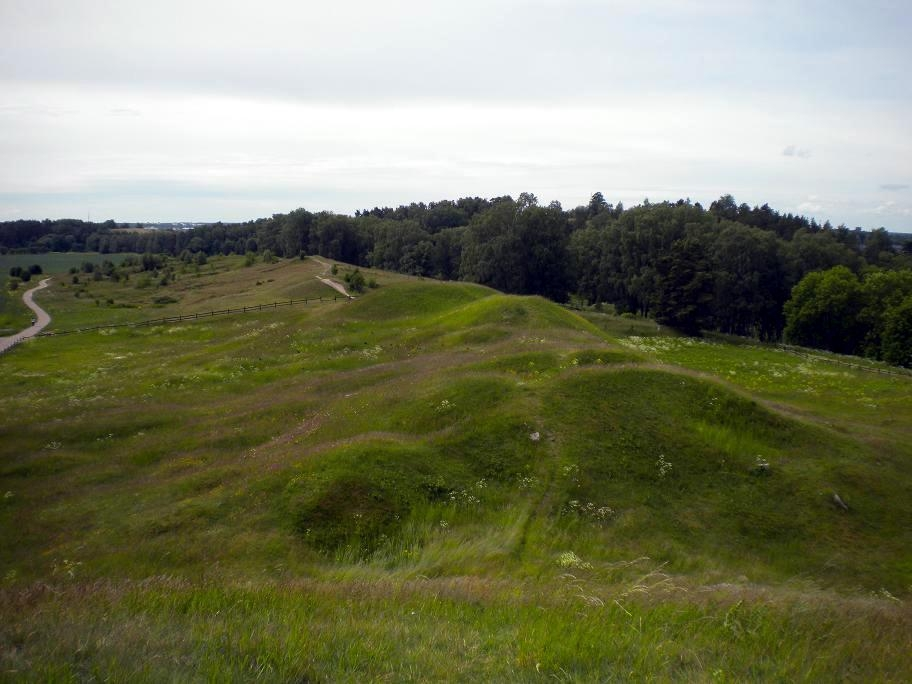
Стара Упсала — місце битви між Еріком VI та Стірбйорном Улофсоном

У 985 році до Свеаланду повернувся небіж Еріка Стірбйорн із значним військом, що складалося здебільшого з данів. Проте при Фюресвелірі, неподалік Старої Уппсали, Стірбйорн зазнав нищівної поразки й загинув у бою. Скориставшись допомогою данського короля Гаральда Стірбйорну, король Ерік VI вдерся у данські володіння й допоміг Свену Вилобородому скинути свого батька — Гаральда — з трону Данії. За це Ерік VI отримав область Блекінге.
Через деякий час стосунки між данським та свейським королями зіпсувалися. Інтереси їх стикнулися за області Геталанда та Сконе. Мало відомостей щодо перебігу війни між країнами. З данських та свейських саг відомо, що у 992 році Ерік VI розбив Свена Вилобородого й став фактичним володарем Данського королівства. Водночас його влада не була впевненою. Значна частина населення продовжувала підтримувати короля Свена. У 993 році Ерік залишив данські землі.
У 995 році він помер в Уппсалі.

## Родина
Дружина — Гумхільда П'яст, донька Мешко I, короля Польщі
Діти:
- Емінд (?)
- Хольмфред (?)
- Улоф (980—1022)